# گامو کاتاهیده
گامو کاتاهیده (به ژاپنی: 蒲生 賢秀 Gamō Katahide); ( ۱ ژانویهٔ ۱۵۳۴ – ۲۶ مهٔ ۱۵۸۴) یک سامورایی اهل ژاپن بود. پسر او گامو اوجیساتو نام داشت و دایمیوی آیزو بود. دخترش سانجو دونو یکی از همسران غیراصلی تویوتومی هیده‌یوشی بود.